# Nina Jablonski

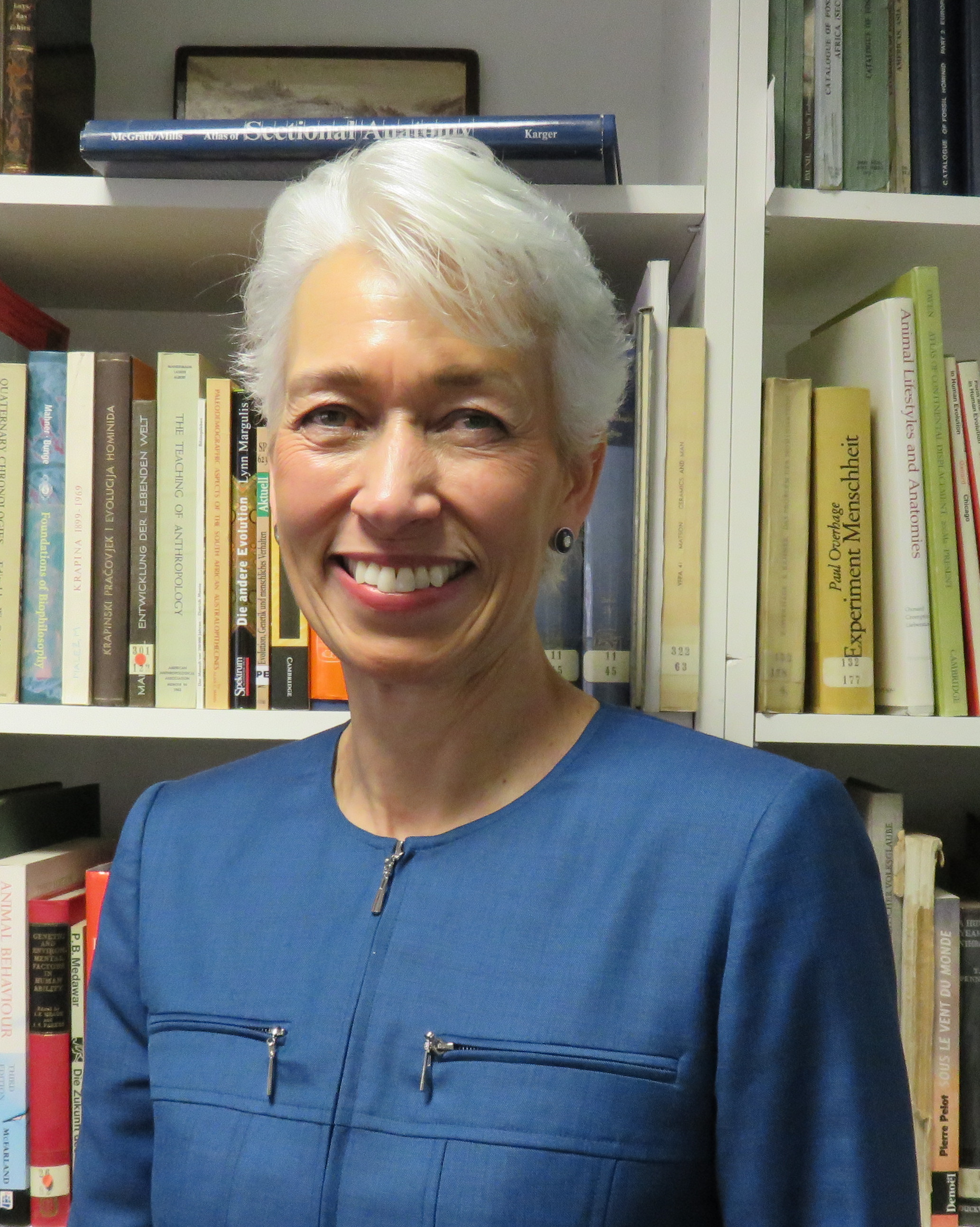
Nina Jablonski (2014)

Nina Grace Jablonski (* 20. August 1953) ist eine US-amerikanische Paläoanthropologin. Seit 2006 ist sie Professorin für Anthropologie an der Pennsylvania State University. Sie erforscht insbesondere die Evolution der Paviane und des Menschen. International bekannt wurde sie vor allem aufgrund ihrer Studien und ihrer Publikationen zur Evolution der Hautfarben des Menschen.

## Leben
Nina Jablonski wuchs auf einer Farm im Westen des US-Bundesstaates New York auf. Zum Studium der Biologie am Bryn Mawr College in Pennsylvania wurde sie ihrer Erinnerung nach vor allem angeregt durch eine Fernsehsendung der National Geographic Society, in der Mitte der 1960er Jahre die Forschungsarbeiten von Louis Leakey in der ostafrikanischen Olduvai-Schlucht und insbesondere der Fund des damals Zinjanthropus boisei genannten „Nussknackermenschen“ vorgestellt wurden. Gleichwohl lag ihr Schwerpunkt im Grundstudium zunächst im Gebiet des damals sich stark fortentwickelnden Faches Molekularbiologie.
Mit dem Ziel, Themen des aufkeimenden, neuen Fachgebiets molekulare Evolution mit der Anthropologie zu verbinden, wechselte Nina Jablonski – nachdem sie 1975 die Prüfung zum Bachelor of Arts im Fach Biologie bestanden hatte – an die University of Washington, um dort Anthropologie zu studieren (Master-Abschluss 1978) und in diesem Fachgebiet zu promovieren. Während des Hauptstudiums wurde jedoch ihr Interesse an der Verbindung von Paläontologie und vergleichender Anatomie geweckt. Aus dieser Interessenlage heraus entstand 1981 ihre Doktorarbeit mit dem Titel Functional Analysis of the Masticatory Apparatus of Theropithecus gelada (Primates: Cercopithecidae), in der sie den Kauapparat des Dscheladas untersuchte, eines heute sehr seltenen, engen Verwandten der Paviane; die Dscheladas sind die letzte überlebende Art einer im Pliozän und im Pleistozän erfolgreichen, artenreichen Gruppe von großen afrikanischen Primaten.
Bereits während ihrer Studien für die Doktorarbeit hatte Nina Jablonski im Fachgebiet Anatomie der Universität Hongkong in der dort vorhandenen großen Sammlung von Dscheladas gearbeitet. Nach Fertigstellung der Doktorarbeit arbeitete sie von 1981 bis 1990 im gleichen Institut als Lecturer – mit der Folge, dass sie seitdem Hochchinesisch in Wort und Schrift beherrscht und rasch auch dauerhafte Kontakte zu Forschern in der Volksrepublik China knüpfen konnte, insbesondere zum Institut für Wirbeltierpaläontologie und Paläoanthropologie der Chinesischen Akademie der Wissenschaften und dem Kunming Institut für Zoologie der Chinesischen Akademie der Wissenschaften. Schwerpunkt ihrer Forschung war in dieser Zeit die Evolution der Stumpfnasenaffen Ostasiens, wobei sie sowohl die Anatomie der heute lebenden Arten als auch die Anatomie ihrer fossil belegten Vorfahren untersuchte und paläontologische Befunde mit paläo-ökologischen Befunden verband. Auf diese Weise konnte nachgewiesen werden, dass geologisch und geobotanisch belegte Änderungen in der Umwelt zu anatomischen Änderungen und zu Veränderungen in der Artenvielfalt führen können.
1990 wechselte Nina Jablonski als Senior Lecturer an die University of Western Australia, wo sie in der Abteilung für Anatomie und Humanbiologie unter anderem Vorlesungen zur Evolution des Menschen zu halten hatte. Daraufhin beschäftigte sie sich neben ihren Studien an Altweltaffen auch mit dem Entstehen des aufrechten Gangs und – beginnend 1991 – mit den Ursachen und Folgen des Entstehens unterschiedlicher Hautfarben beim Menschen. 1994 ging sie zurück in die USA, auf einen Lehrstuhl an die California Academy of Sciences in San Francisco, wo sie von 1998 bis 2006 der Abteilung für Anthropologie vorstand. Seit 2006 ist sie Professorin an der Pennsylvania State University in State College.
Nina Jablonski ist verheiratet mit dem Biogeographen George Chaplin, der als Lecturer am Fachbereich Geographie der Pennsylvania State University tätig ist.

## Forschung

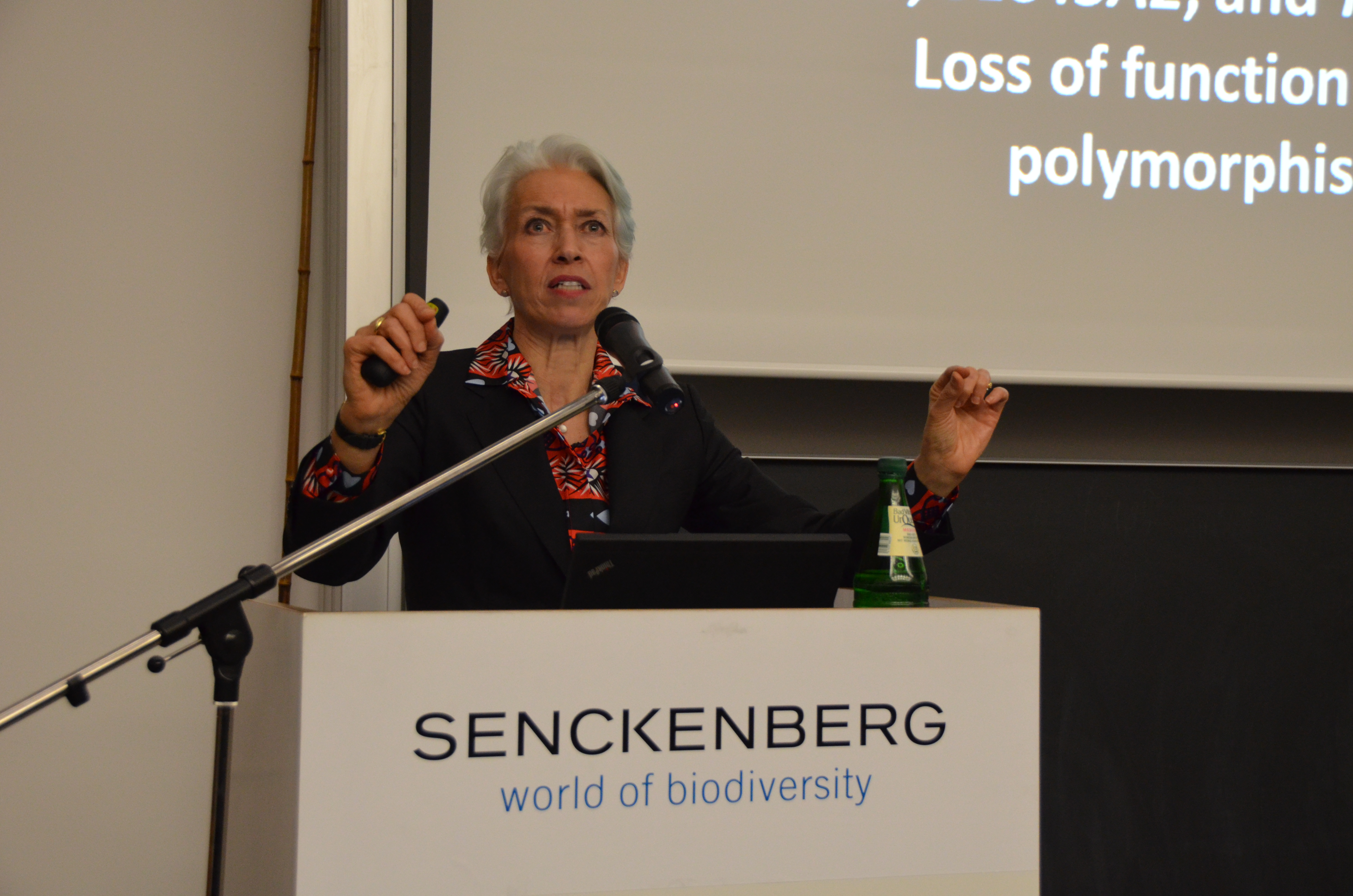
Nina Jablonski während eines Vortrags am Senckenberg Biodiversität und Klima Forschungszentrum 2017

Nina Jablonski befasst sich an der Pennsylvania State University – wie auch zuvor an anderen Orten – mit mehreren Forschungsthemen. Hierzu gehört die Evolution der Altweltaffen und im Besonderen die Evolution der Hominini; ferner die Evolution der Bipedie und der Hautfarben bei den Vorfahren der rezenten Menschen; und schließlich die Veränderungen der Umwelt und die damit zusammenhängende Evolution einer spät-miozänen Primaten-Faunengemeinschaft in Südchina.
Seit 1991 analysiert sie, durch welche Ursachen die erheblichen Veränderungen der Körperoberfläche der Hominini im Verlauf ihrer Stammesgeschichte herbeigeführt wurden, also die Veränderungen der Haut, der Behaarung und insbesondere der Hautpigmentierung. Ihre in zwei Büchern zusammengefassten Forschungsergebnisse besagen unter anderem, dass die Hautfarbe unabhängig von allen anderen äußerlich erkennbaren Merkmalen des Menschen vererbt wird. Daher sei die Hautfarbe kein geeignetes Merkmal um Populationen des Menschen anhand der Hautfarbe in Rassen einzuteilen. Vielmehr sei die Hautfarbe eine mehrfach und unabhängig voneinander entstandene Anpassung an regional unterschiedliche UV-Strahlung der Sonne.
So habe sich parallel zum Verlust des dichten Fells bei den frühen Vorfahren des anatomisch modernen Menschen in Afrika die Pigmentierung verstärkt, da allzu intensives Sonnenlicht die Folsäure im Körper zerstöre, was zur Geburt von fehlentwickeltem Nachwuchs führen könne. Im Verlauf der Ausbreitung des Menschen ins nördliche Eurasien habe die dort wesentlich geringere UV-B-Strahlung dazu geführt, dass die Pigmentierung der Haut wieder verringert wurde; andernfalls hätte der dunkle Farbstoff Melanin die Wirksamkeit der UV-B-Strahlung so stark abgeschwächt, dass nur noch ungenügend große Mengen Vitamin D in der Haut hätten gebildet werden können; Vitamin-D-Mangel aber führt unter anderem zu Rachitis.
Neben der fachwissenschaftlichen Arbeit engagiert sich Nina Jablonski für die Verbreitung des Wissens über die Evolution des Menschen an wissenschaftliche Laien.

## Ehrungen
- 2021 gewählt als Mitglied der US-amerikanischen National Academy of Sciences[6]
- 2015 gewählt als Mitglied der American Academy of Arts and Sciences
- 2010 Ehrendoktorat der Universität Stellenbosch für ihre Verdienste im Kampf gegen Rassismus
- 2009 gewählt als Mitglied der American Philosophical Society
- 2002 gewählt als Fellow der American Association for the Advancement of Science

## Schriften
- Unsere unbekannte Haut. In: Regina Oehler, Petra Gehring, Volker Mosbrugger (Hrsg.): Biologie und Ethik: Leben als Projekt. E. Schweizerbart´sche Verlagsbuchhandlung, Stuttgart 2017, S. 20–29. ISBN 978-3-510-61409-7; Reihe: Senckenberg-Bücher, Nr. 78.
- Von außen betrachtet ist der Mensch ein Irrläufer. In: Frankfurter Allgemeine Zeitung Nr. 21 vom 25. Januar 2017, S. N2.
- Haut: Warum wir nackt sind. In: Gehirn&Geist. Nr. 5/2013, S. 22–29, Volltext.
- Warum Menschen nackt sind. In: Spektrum der Wissenschaft. Nr. 10/2010, S. 60–67.
- mit George Chaplin: Die Evolution der Hautfarben. In: Spektrum der Wissenschaft. Juni 2003, S. 38–44.

### Bücher
- Skin: a Natural History. University of California Press, 2006, ISBN 978-0-520-24281-4.
- Living Color. The Biological and Social Meaning of Skin Color. The University of California Press, 2012, ISBN 978-0-520-25153-3.
- Rasse. In: John Brockman (Hrsg.): Welche wissenschaftliche Idee ist reif für den Ruhestand? Die führenden Köpfe unserer Zeit über Ideen, die uns am Fortschritt hindern. Fischer Taschenbuch, Frankfurt am Main 2016, S. 112–115, ISBN 978-3-596-03395-9.

### Fachartikel (Auswahl)
- mit Sally McBrearty: First fossil chimpanzee. In: Nature. Band 437, 2005, S. 105–108, doi:10.1038/nature04008.
- mit George Chaplin: Human skin pigmentation as an adaptation to UV radiation. In: PNAS. Band 107, Supplement 2, S. 8962–8968, doi:10.1073/pnas.0914628107.
- mit George Chaplin: Human skin pigmentation, migration and disease susceptibility. In: Philosophical Transactions of the Royal Society B. Band 367, 2012, S. 785–792, doi:10.1098/rstb.2011.0308.

## Belege
1. ↑  Pennsylvania State University, Webseite von Nina Jablonski.
2. ↑  Curriculum vitae auf der Webseite der Evan Pugh Professor of Anthropology.
3. ↑  Nina G. Jablonski und George Chaplin: The evolution of human skin coloration. In: Journal of Human Evolution. Band 39, 2000, S. 57–106, doi:10.1006/jhev.2000.0403, Volltext (PDF) (Memento vom 20. April 2016 im Internet Archive).
4. ↑  Nina G. Jablonski und George Chaplin: Skin cancer was not a potent selective force in the evolution of protective pigmentation in early hominins. In: Proceedings of the Royal Society B. Band 281, Nr. 1789, 2014, doi:10.1098/rspb.2014.0517.
5. ↑  Ann Gibbons: Shedding light in skin color. Nina Jablonski explores how it evolved. In: Science. Band 346, Nr. 6212, 2014, S. 934–936, doi:10.1126/science.346.6212.934.
6. ↑  News from the National Academy of Sciences. 26. April 2021, abgerufen am 4. Juli 2021: „Newly elected members and their affiliations at the time of election are:  …  Jablonski, Nina G.; Evan Pugh University Professor, department of anthropology, Pennsylvania State University, University Park“, Eintrag im Mitgliederverzeichnis:Member Directory. National Academy of Sciences., abgerufen am 4. Juli 2021.

| Personendaten    | Personendaten                       |
| ---------------- | ----------------------------------- |
| NAME             | Jablonski, Nina                     |
| ALTERNATIVNAMEN  | Jablonski, Nina Grace               |
| KURZBESCHREIBUNG | US-amerikanische Paläoanthropologin |
| GEBURTSDATUM     | 20. August 1953                     |